# 데이비드 라셔
데이비드 래셔(David Lascher, 영어 발음: /ˈlæʃər/, 1972년 4월 27일 ~ )는 미국의 배우이다.

## 작품 목록

### 영화 출연
- Cries Unheard: The Donna Yaklich Story (1994)
- 화이트 스콜 (1996) - 로버트 마치 역
- 콜 투 리멤버 (1997, A Call to Remember)
- Starlet (2008) - 단편
- 보트 빌더 (2015, The Boat Builder)

### 영화 연출
- My Sister (2014) - 공동 각본, 공동 제작 겸임

### 텔레비전 출연
- 베벌리힐스 아이들 (1991-92)
- 투 오브 아 카인드 (1999)
- 미녀마법사 사브리나 (1999-2002)